# Elsaß-Lothringische T 2.1
Die T 2.1 war eine Tenderlokomotive der Reichseisenbahnen in Elsaß-Lothringen. Sie lief anfangs unter der Bezeichnung D7.  Sie wurde von der Stettiner Maschinenbau AG Vulcan gebaut und erhielt den Namen „Fasolt“.
Mit dieser Lok wurde der Versuch unternommen, eine niedrige Geschwindigkeit von 10 km/h mit normal großen Treibrädern zu fahren. Zu diesem Zweck bekam die Lokomotive ein Reibradgetriebe. Die beiden Zylinder arbeiteten auf drei gekuppelte Kurbelwellen, die jeweils über einer der Treibachsen angeordnet waren. Auf den Kurbelwellen angeordnete Rollen wurden mit Federn auf die darunterliegenden Räder gedrückt, wobei die Druckkraft und damit auch die Reibung zwischen Rollen und Rädern größer war als die Reibungslast bzw. die Reibung zwischen Rädern und Schienen. Das Übersetzungsverhältnis lag etwa bei 3:1. Die Rollen konnten für den Fall angehoben werden, dass die Lokomotive geschleppt werden musste.
1902 wurde das Fahrzeug in eine konventionelle Lokomotive umgebaut und in die Gattung T 2 eingeordnet.